# بطولة العالم لسباقات فورمولا 1 موسم 1994
بطولة العالم لسباقات فورمولا 1 موسم 1994 عقدت في سنة 1994 م، وفاز بها مايكل شوماخر (بالإنجليزية: Michael Schumacher)‏ من فريق بنتون (بالإنجليزية: Benetton)‏ بسيارته الكوزوورث (فورد). مايكل شوماخر الذي بدأ السباق في الخط رقم 6 حصل على أفضل توقيت في الجولة 8 من السباق في أسرع لفة له. هذا السائق في المجموع حصد 92 نقطة.

## الوصلات الخارجية
- الموقع الرسمي للفورمولا 1